# Adalbert Androvits
Adalbert Androvits (* 9. Januar 1926 in Timișoara, Königreich Rumänien; † 2005) war ein rumänischer Fußballspieler. Der Abwehrspieler bestritt insgesamt 141 Spiele in der Divizia A. Er gewann im Jahr 1949 mit CCA Bukarest den rumänischen Pokal.

## Karriere
Die Karriere von Androvits begann in der Jugend von CAM Timișoara. Im Jahr 1946 kam er in den Kader der ersten Mannschaft des Klubs, die seinerzeit in der zweiten rumänischen Liga, der Divizia B spielte. Nachdem er mit seinem Team in der Saison 1947/48 als Zweitplatzierter der Staffel 3 den Aufstieg verpasst hatte, wechselte er zum Lokalrivalen CFR Timișoara in die Divizia A. Schon ein halbes Jahr später verpflichtete ihn CSCA Bukarest. Mit CSCA konnte er durch einen 2:1-Erfolg im Pokalfinale 1949 gegen CSU Cluj seinen ersten Titel gewinnen.
Schon Mitte 1950 verließ Androvits Bukarest bereits wieder und kehrte nach Timișoara zu CFR zurück, das seinerzeit unter dem Namen Locomotiva firmierte. In der Saison 1950 konnte er vier Tore in fünf Spielen erzielen. In den folgenden Jahren kam er in etwa der Hälfte der Spiele seines Teams zum Einsatz. Dies änderte sich erst in der Spielzeit 1954, als er zur Stammkraft wurde und die Meisterschaft auf dem vierten Platz abschließen konnte. Anschließend fiel er mit seiner Mannschaft ins untere Tabellendrittel und musste die Divizia A nach dem Abstieg 1956 verlassen. Androvits spielte mit seinem Klub noch drei Jahre in der Divizia B. In der Saison 1958/59 verpasste er die Rückkehr ins Oberhaus als Zweitplatzierter hinter Minerul Lupeni. Im Jahr 1960 beendete er seine Laufbahn.

## Nationalmannschaft
Androvits bestritt sieben Spiele für die rumänische Nationalmannschaft. Er debütierte am 11. Oktober 1953 beim 2:1-Erfolg über Bulgarien im dritten Qualifikationsspiel zur Weltmeisterschaft 1954. Auch im vierten und entscheidenden Qualifikationsspiel zwei Wochen später gegen die Tschechoslowakei stand er in der rumänischen Elf und unterlag mit 0:1.
Anschließend kam Androvits fast zwei Jahre lang nicht mehr zum Einsatz. Er kehrte am 18. September 1955 im Freundschaftsspiel gegen die DDR zurück und führte die Rumänen bei der 2:3-Niederlage als Kapitän aufs Feld. Auch in den folgenden beiden Freundschaftsspielen des Jahres 1955 wurde ihm diese Ehre zuteil. Im Freundschaftsspiel gegen Norwegen bestritt er am 28. Juni 1956 sein letztes Länderspiel.

## Erfolge
- Rumänischer Pokalsieger: 1949